# Henrik Burwin III av Mecklenburg
Henrik Burwin III av Mecklenburg, tyska Heinrich Burwin, död 1277/1278, furste av Mecklenburg i Rostock 1226-1278. Son till furst Henrik Burwin II av Mecklenburg (död 1226) och svenska Kristina (levde 1248).

## Biografi
Henrik Burwin III, faderns tredje son, titulerade sig herre av Rostock 1226, herre av Mecklenburg 1227, furste av Mecklenburg 1232 samt herre av Rostock 1236.
Jämte sina bröder efterträdde Henrik Burwin sin döde fader i Rostock 1226, och 1227 även farfadern i Mecklenburg. Efter en delning med bröderna erhöll han Rostock 1236 och nödgades bli sachsisk vasall.
Henrik Burwin sökte förhindra de uppåtsträvande hansestädernas makt, särskilt Rostock och Wismar. Han gynnade tyska bosättningar, kyrkor och kloster, och förde våldsamma fejder med bröderna. Han bistod Danmark mot Schleswig-Holstein, gjorde flera infall i det sistnämnda och förhärjade landet. 1256 erhöll Henrik Burwin delar av Parchim.
Henrik Burwin levde ännu 2 december 1277 men avled kort därefter.

## Äktenskap och barn
Henrik Burwin III gifte sig före 15 februari 1237 med Sofia  (död före 24 april 1241), dotter till svenske kung Erik Knutsson. Paret fick följande barn:
1. Johan (död före 17 februari 1268), faderns medregent från 1262
2. Valdemar (död 9 november 1282), furste av Mecklenburg i Rostock 1278-1282
3. Henrik (död ung, begravd i Doberan)
4. Erik (död ung, begravd i Doberan)